# دبورا واتلینگ
دبورا واتلینگ (انگلیسی: Deborah Watling؛ زادهٔ ۲ ژانویهٔ ۱۹۴۸ - درگذشته ۲۱ ژوئیهٔ ۲۰۱۷) یک هنرپیشه اهل بریتانیا بود.